# Мегри
Мегри́ (арм. Մեղրի) — город на юге Сюникской области Республики Армения.

## Этимология
Мегри, что в переводе с армянского означает «медовый», назван вследствие того, что населённый пункт является одним из самых медоносных регионов Армении.

## География
Расположен на левом берегу реки Мегри (приток Аракса), на высоте 605 метров над уровнем моря. В 5 км от города — железнодорожная станция на недействующей ветке Ереван — Нахичевань — Горадиз.

## Климат
- Среднегодовая температура — +13,4 C°
- Среднегодовая скорость ветра — 2,5 м/с
- Среднегодовая влажность воздуха — 68 %

Климат Мегри субтропический сухой, благодаря низкой высоте над уровнем моря (605 метров) климат значительно теплее, чем в остальной Армении. Зимы мягкие и малоснежные, лето жаркое и сухое. Мегри является самым тёплым городом Армении. Протяжённость безморозного периода составляет 253 дня; количество атмосферных осадков составляет 241 мм.
| Показатель                    | Янв. | Фев. | Март | Апр. | Май | Июнь | Июль | Авг. | Сен. | Окт. | Нояб. | Дек. | Год |
| ----------------------------- | ---- | ---- | ---- | ---- | --- | ---- | ---- | ---- | ---- | ---- | ----- | ---- | --- |
| Абсолютный максимум, °C       | 23   | 25   | 28   | 33   | 40  | 45   | 53   | 48   | 42   | 33   | 28    | 23   | 53  |
| Средний суточный максимум, °C | 6    | 8    | 12   | 18   | 24  | 29   | 32   | 31   | 26   | 20   | 13    | 8    | 19  |
| Средняя температура, °C       | 2    | 3    | 7    | 13   | 18  | 22   | 25   | 24   | 20   | 14   | 7     | 4    | 13  |
| Средний суточный минимум, °C  | −2   | −1   | 2    | 7    | 13  | 16   | 19   | 19   | 15   | 10   | 5     | 0    | 9   |
| Абсолютный минимум, °C        | −18  | −15  | −12  | −4   | 2   | 6    | 11   | 11   | 2    | −1   | −8    | −13  | −18 |
| Норма осадков, мм             | 8    | 12   | 24   | 31   | 40  | 32   | 17   | 15   | 15   | 24   | 16    | 7    | 241 |
| Источник:                     |      |      |      |      |     |      |      |      |      |      |       |      |     |

## История
Современный Мегри расположен в области Аревик региона Сюник исторической Армении. Из Мегри в первопрестольный Эчмиадзин в виде церковного налога доставлялись сухие фрукты, миндаль, орехи, бобы.
С основанием Татевского монастыря в VIII веке район современного Мегри пережил быстрое социально-экономическое развитие. В 906 году царь Смбат I из династии Багратуни основал здесь поселение Карчаван. В 987 году город был включён в состав новообразованного Сюникского царства. В 1105 году область Мегри была оккупирована сельджуками. Город был полностью разрушен сельджуками в 1126 и 1157 годах.
Между XII и XV веками Сюник, как и остальные исторические территории Армении, пострадали от нашествий сельджуков, монголов, Ак-Коюнлу и Кара-Коюнлу.
С 1722 по 1725 годы, при поддержке Мхитара Спарапета, Давид Бек возглавил вооружённую борьбу армян областей Сюник и Арцах против шахского Ирана, приведшую к почти полному изгнанию кызылбашей и персов из Восточной Армении.
Во время русско-персидской войны 1804—1813 годов в районе Мегри велись активные военные действия. В начале мая 1810 года шах Аббас-Мирза стянул войска в количестве 30 тыс. человек к Нахичевани в целях вторжения в Карабах и овладения Грузией. Переправившись через Аракс, 15 мая 1810 года персы заняли Мегри. Командир карабахского отряда русских войск генерал-майор Пётр Небольсин выслал отряд (батальон 17-го егерского полка, около 500 чел.) под командованием полковника Петра Котляревского с задачей освободить Мегри, которое, как узел коммуникаций, являлось ключом к Карабаху и Тебризу. Гарнизон Мегри состоял из 1500 человек регулярной персидской пехоты (сарбазов) с артиллерией (7 батарей), расположенной на правом, крутом берегу реки Мегри. Подступы к селению были сильно укреплены засеками, оборонявшимися 200 сарбазами. Разделившись на три колонны, русский отряд скрытно подошёл к Мегри по долине реки Аракс и утром 17 июня внезапно атаковал центральное укрепление персов, ворвался в селение и после упорного боя захватил его. Персы потеряли более 300 человек, потери русского отряда составили 35 человек. Последующие попытки персидских войск вернуть Мегри оказались безуспешными.
С образованием Первой Республики Армении в 1918 году Мегри был включён в Зангезурский район новообразованной республики. Однако 27 апреля 1921 года была провозглашена Республика Горная Армения в состав которой вошли Вайоц Дзор, Зангезур (Сюник) и часть Нагорного Карабаха. Однако просуществовала она не долго. В результате ожесточенных боев Республика Горная Армения капитулировала 13 июля 1921 года после обещания большевиков сохранить Сюник в составе Армянской ССР.
С 31 августа 1921 года по 1930 год Мегри являлся административным центром существовавшего в этот период Мегринского уезда Армянской ССР. 21 августа 1958 года Мегри получил статус посёлка городского типа. В 1984 году Мегри получил статус города.
После обретения Арменией независимости Мегри был включён в состав вновь образованной Сюникской области в соответствии с административной реформой 1995 года. В результате объединения сообществ в 2016 году муниципалитет Мегри был расширен за счёт включения в него окрестных сёл Агарак, Алванк, Айгедзор, Гудемнис, Карчеван, Курис, Лехваз, Личк, Нрнадзор, Шванидзор, Таштун, Тхкут, Вахравар и Варданидзор.

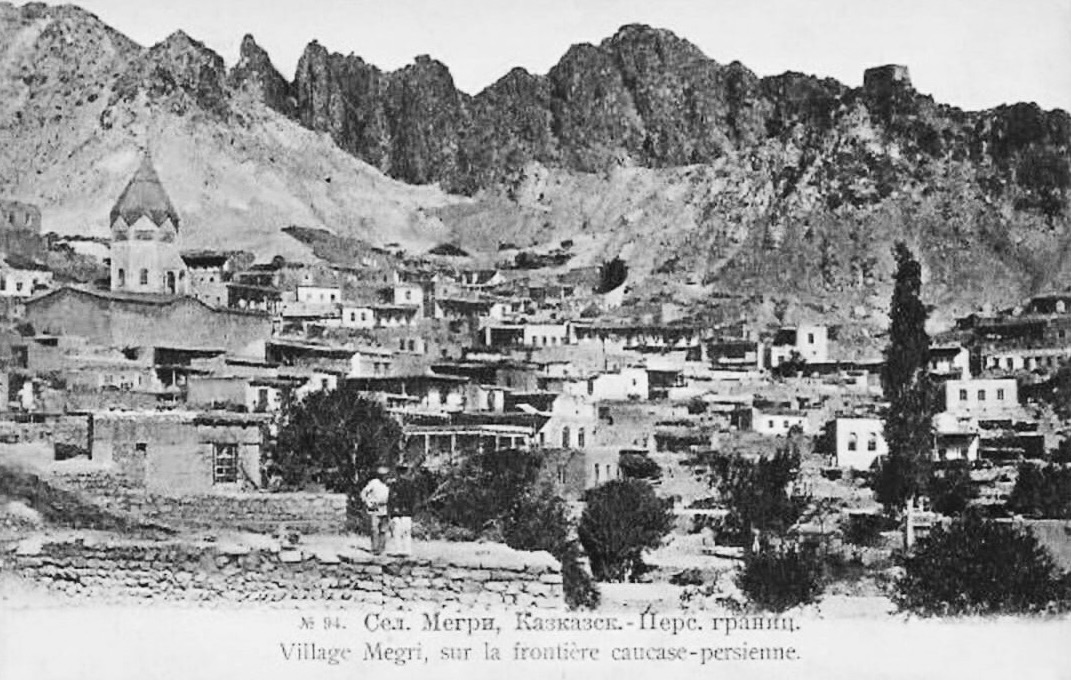
Мегри в 1900-1904 годах
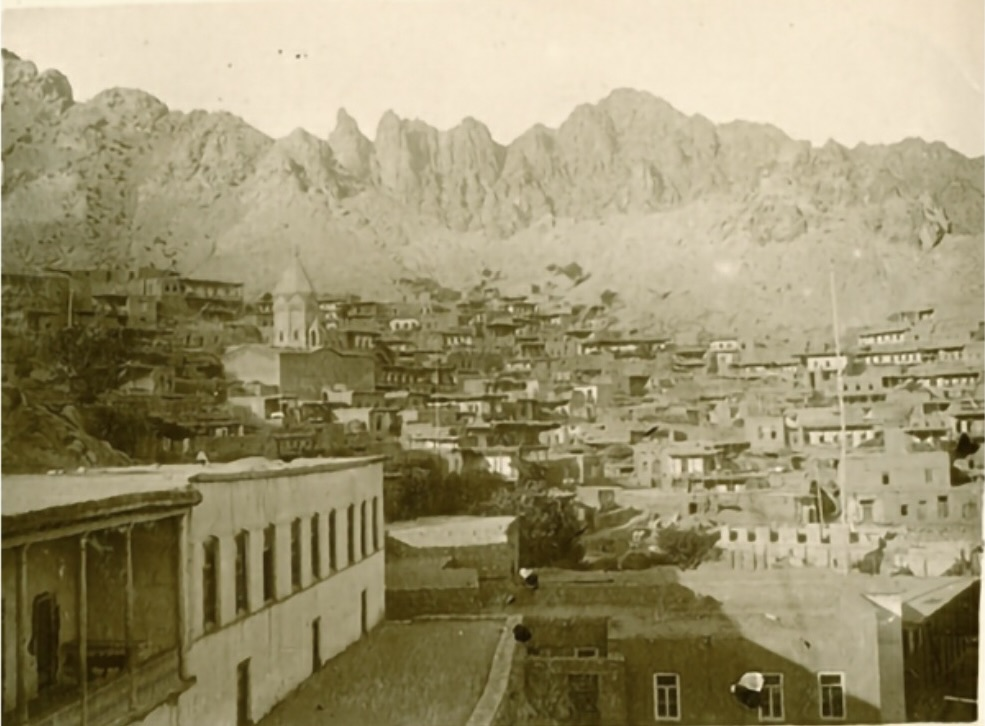
Мегри в 1902 году
ЖД станция Мегри в 1982 году

В 2026 году Мегри — Культурная столица СНГ.

## Население
По данным «Кавказского календаря» 1910 года в селе проживало 456 человек, в основном армян. В 1911 году — 2024 человек, армяне; а к началу 1914 года указано 1051 жителей, так же преимущественно армяне.
По материалам сельскохозяйственной переписи населения 1922 года по Армении, в городе число армян составляло 1085 человек, азербайджанцев (указаны как «тюрко-татары») — 15. Всего — 1100 человек.

## Экономика
Основу экономики города составляет пищевая промышленность, которая включает в себя хлебозавод, консервные заводы и небольшие домашние винодельни. В советские годы в Мегри был большой винный завод.
Газопровод Иран—Армения проходит через Мегри. В начале 2007 года сообщалось, что правительства Армении, России и Ирана планируют построить нефтеперерабатывающий завод для экспорта бензина в Иран. Этот проект стоимостью 1,7 миллиарда долларов США будет возглавлен «Газпромом», чья дочерняя компания в Армении уже является основным поставщиком энергии в стране, хотя в 2016 году новое соглашение открыло возможность поставки газа в Мегри (около 5000 домохозяйств) иранской компании Sanergy.
На границе Армении с Ираном, на реке Аракс совместно с иранскими компаниями в 2011 году планировалось начать строительство Мегринской ГЭС мощностью 130 МВт. В соответствии с договором, в течение пятнадцати лет вырабатываемая на ГЭС электроэнергия будет поставляться в Иран, после чего станция безвозвратно перейдёт армянской стороне. Строительство было отложено после того как в 2012 году Евросоюз ввёл эмбарго на поставки иранской нефти. В результате проект был заморожен.
В июне 2016 года открылся Мегринский медицинский центр в присутствии тогдашнего президента Сержа Саргсяна.
В 3,5 километрах западнее Мегри находится аэродром, в настоящее время не используемый.

## Достопримечательности
В черте города находятся: Крепость Мегри (XVII век), храм Сурб Аствацацин Мец Таха (XVII век), храм Сурб Саргис Покр Таха (XVII век), храм Мегри Ванк (Иоанна Крестителя, XVII в.), а также этнографические дома (XVIII—XX вв.), вблизи города находится храм Мегру Ванк (XV—XVIII вв.)․

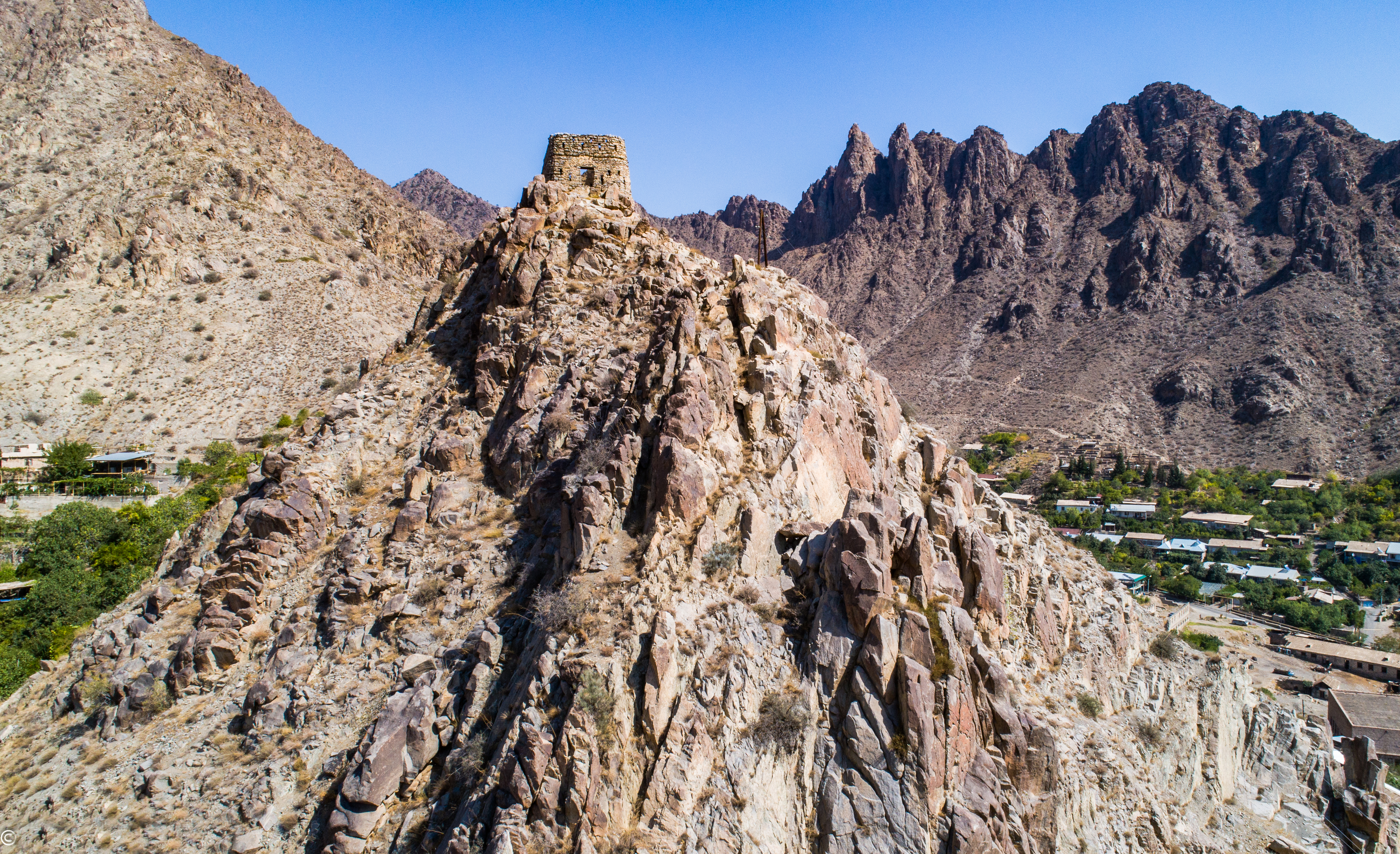
Вид на крепость Мегри
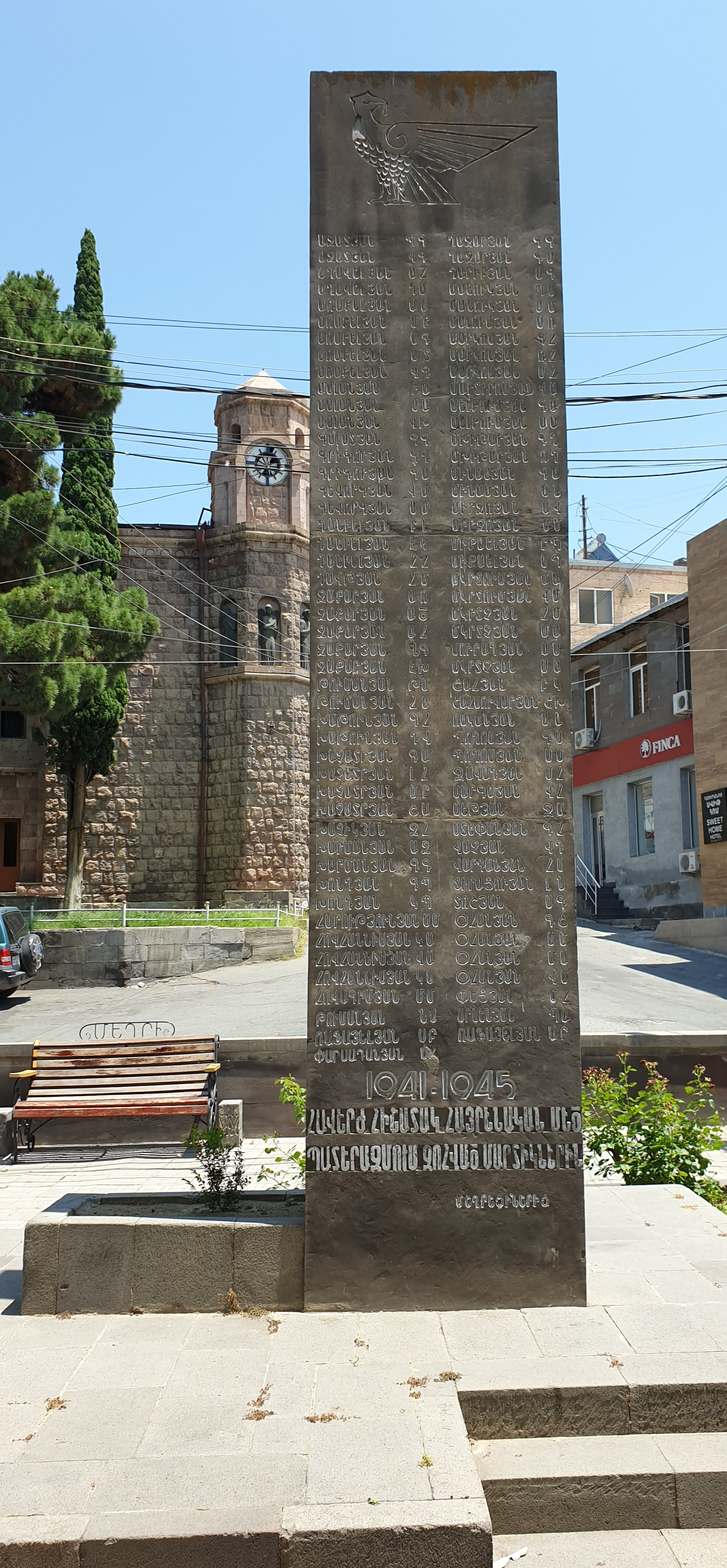
Мемориал участникам Великой Отечественной войны
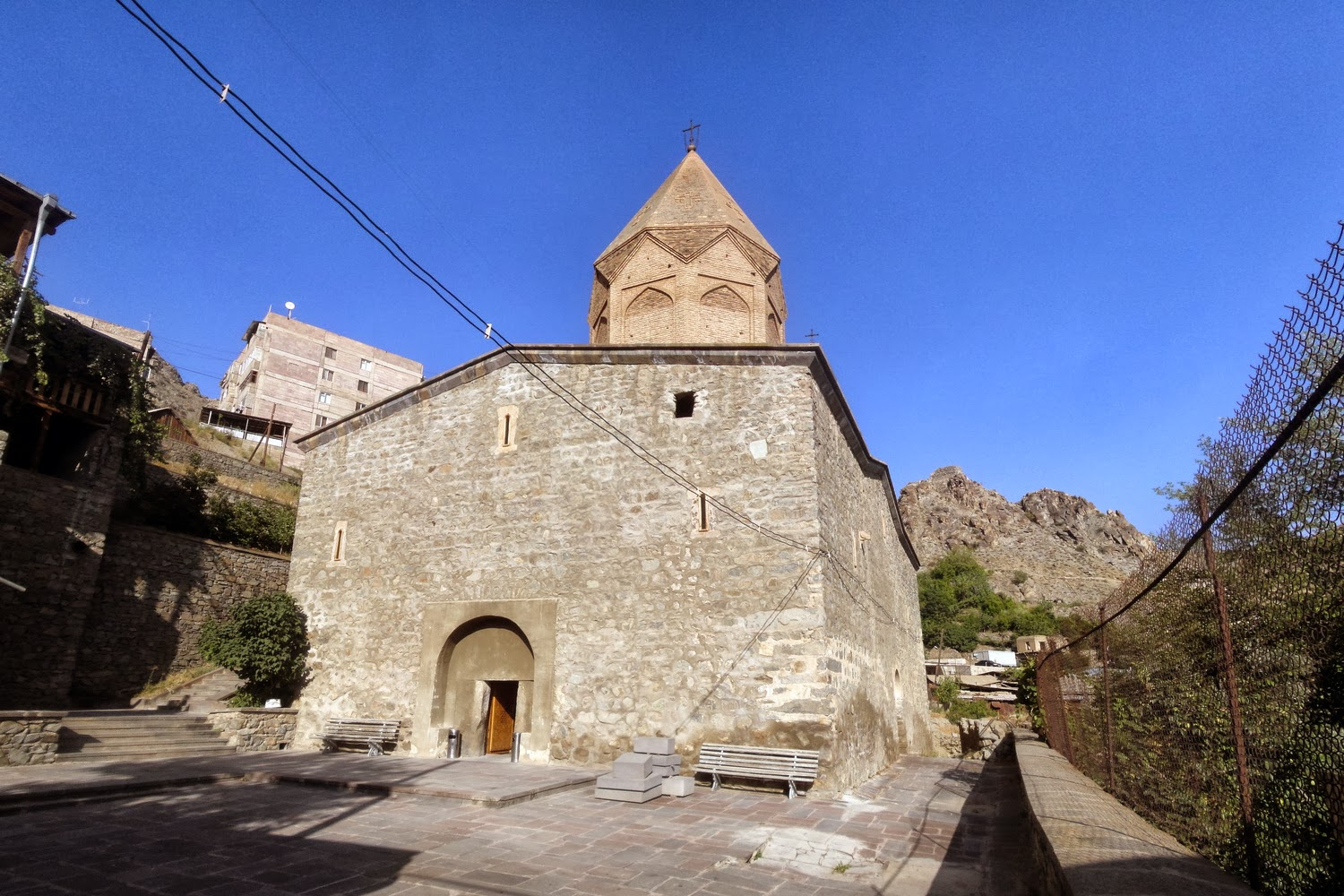
Церковь Святой Богородицы, XVII век
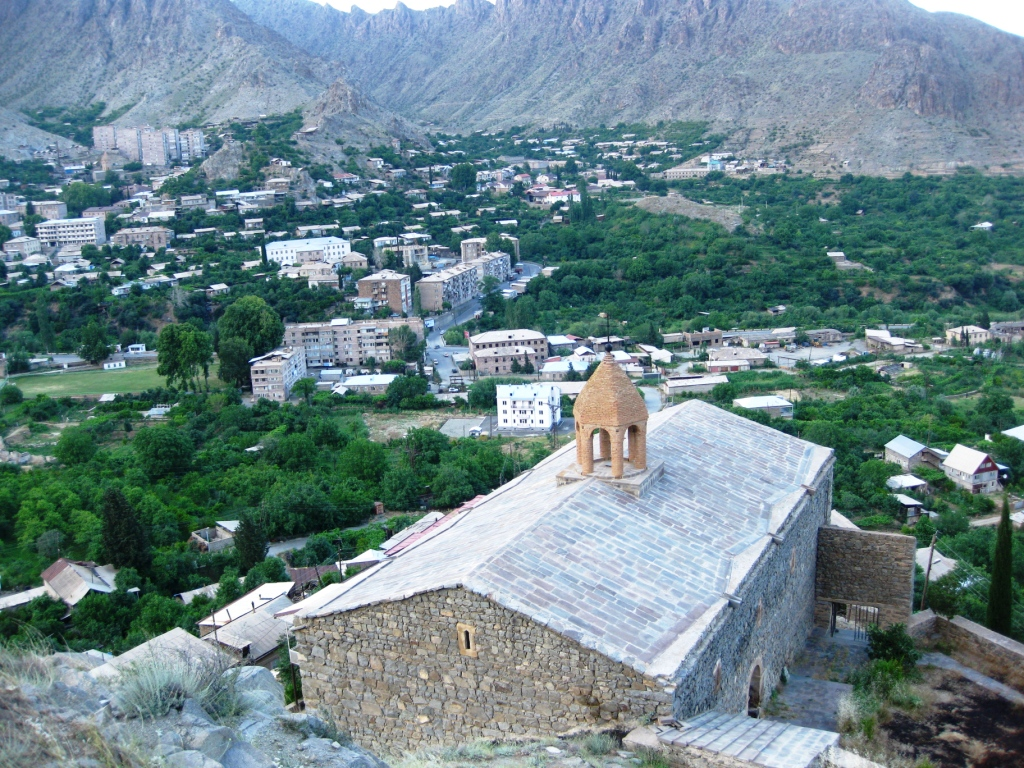
Церковь Святого Саркиса, XVII век
Церковь Сурб Ованес, XVII век

## Известные уроженцы
- Из города происходит род Харатьянов, владевших здесь до 1917 года Торговым домом «Тарон» и давшего миру известного российского актёра Дмитрия Харатьяна[19].
- Виталий Рагимов[20][21][22][23] — азербайджанский борец греко-римского стиля.

## Галерея

Панорама части города. Вид от крепости Мегри

Панорама части города. Вид в сторону Армяно-Иранской границы

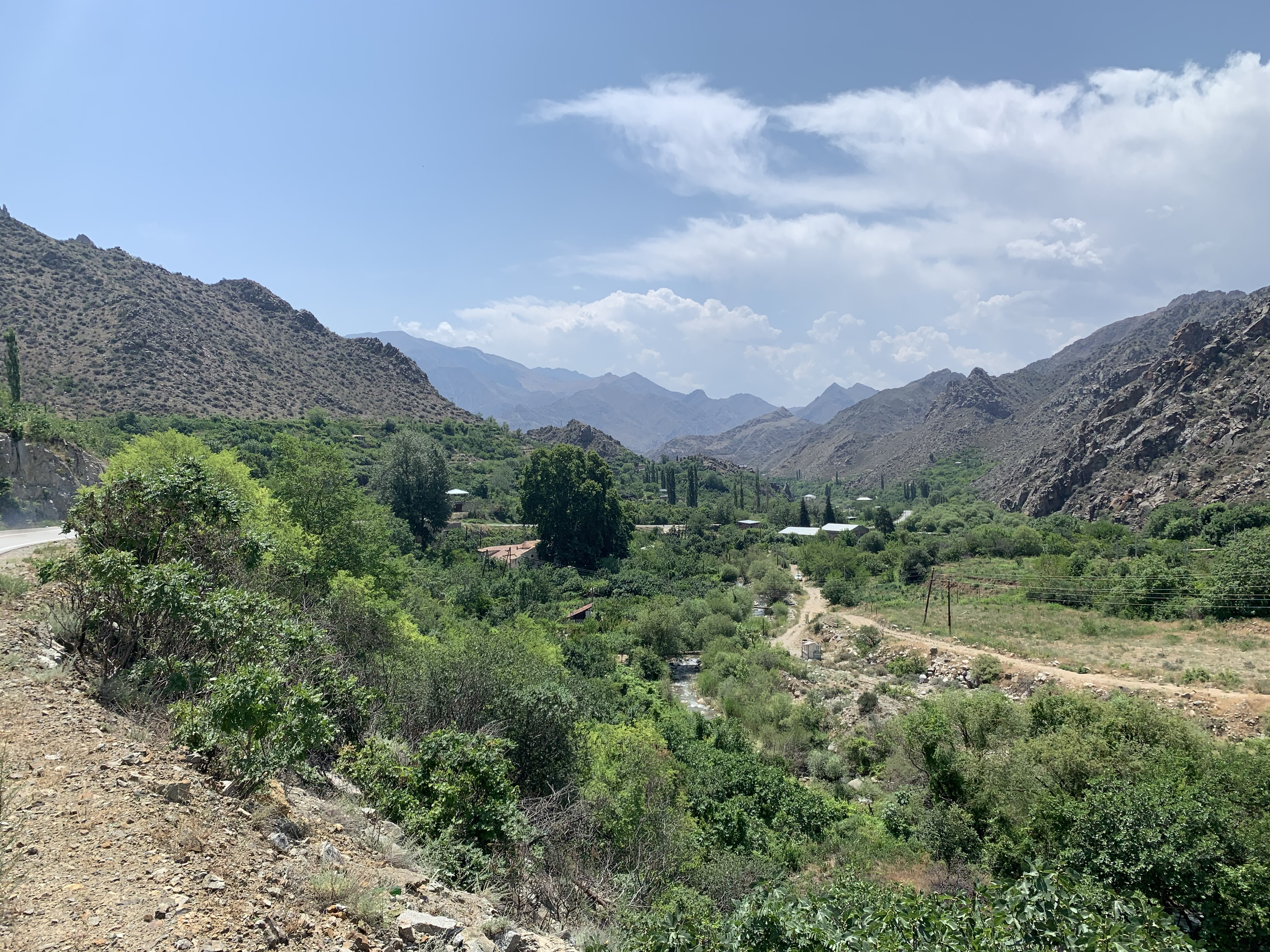
На подъезде к городу
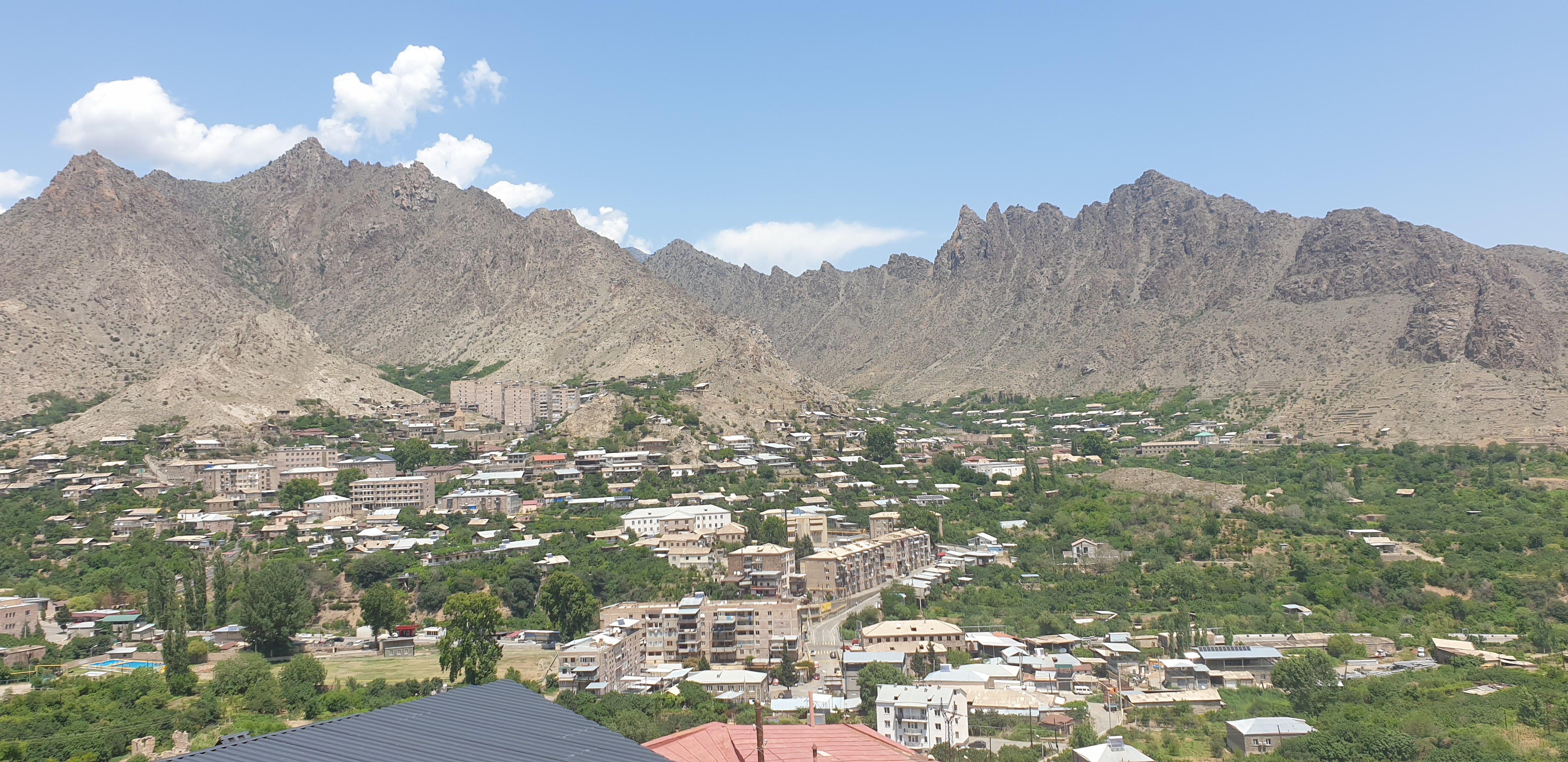
Вид на город
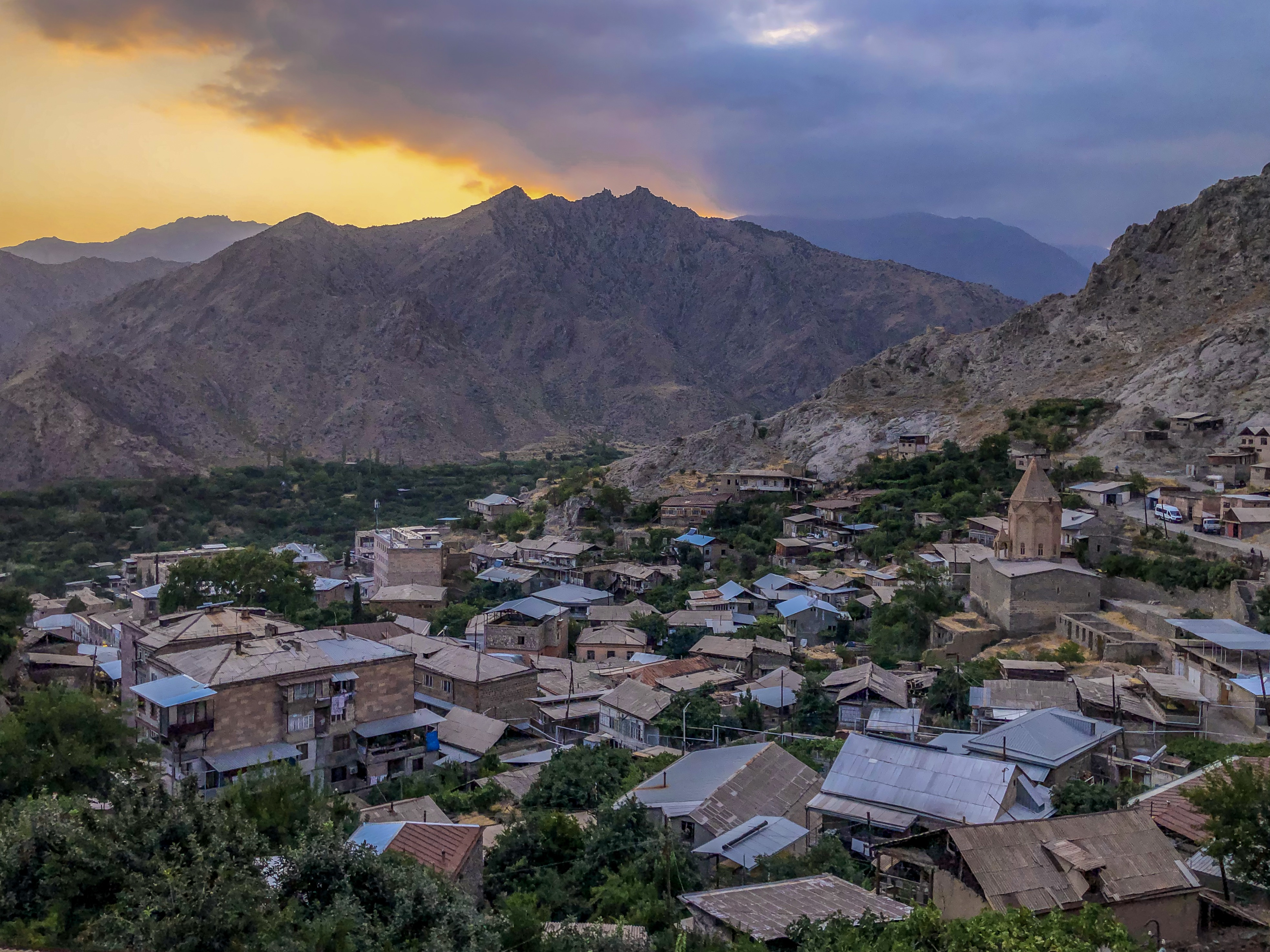
Вид на город
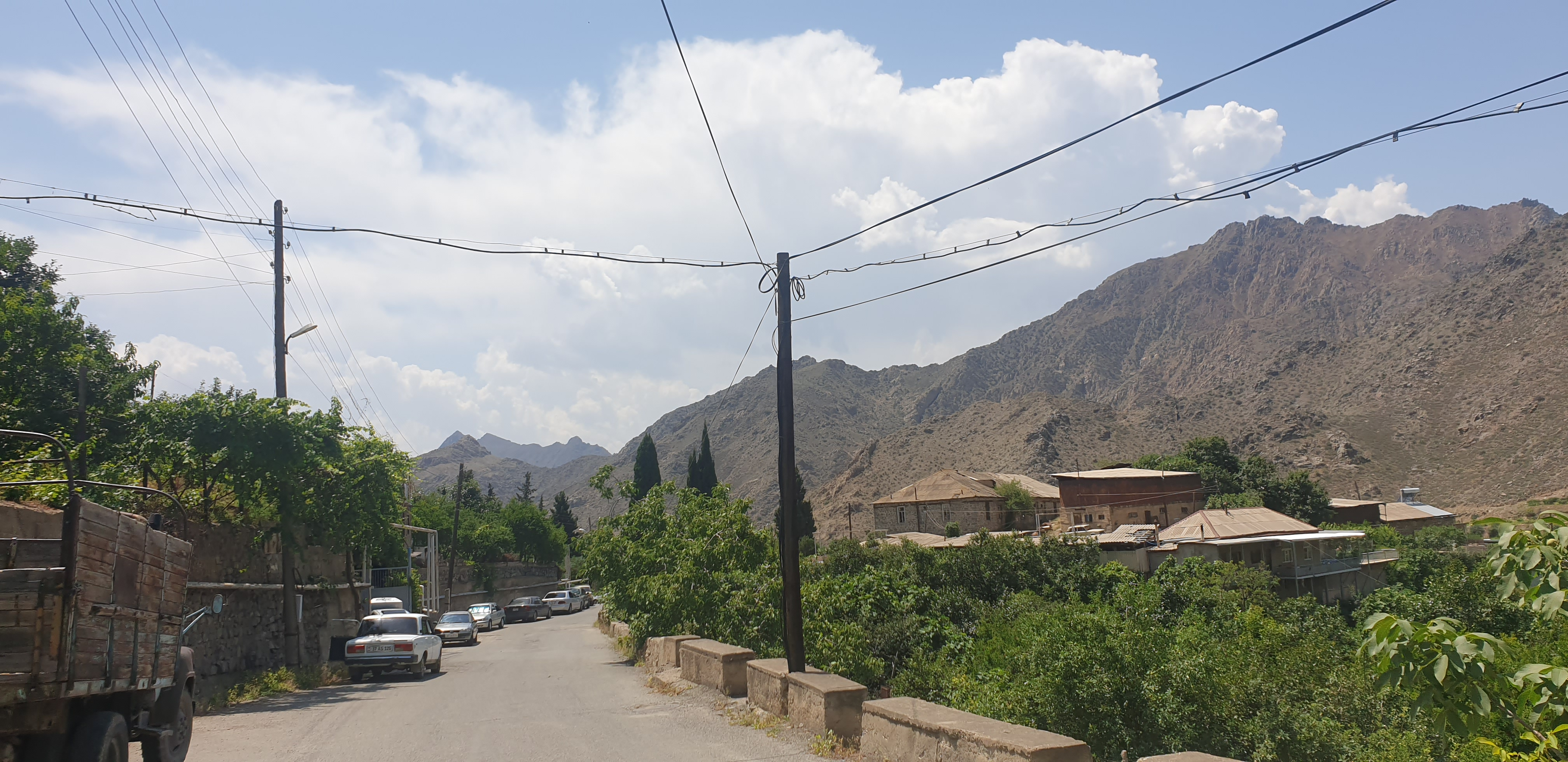
Одна из улиц
Вид на часть города
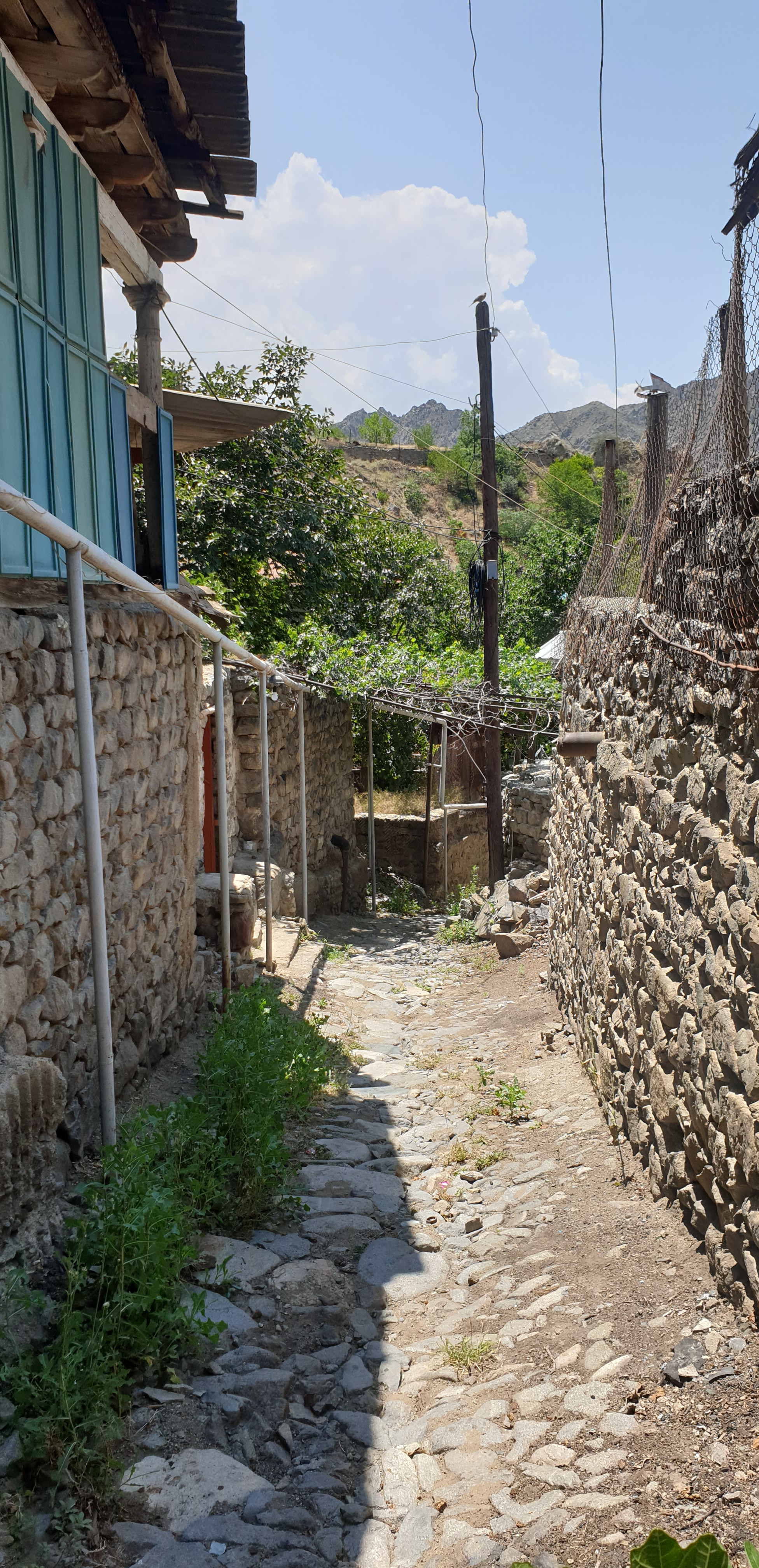
Старинные улочки города
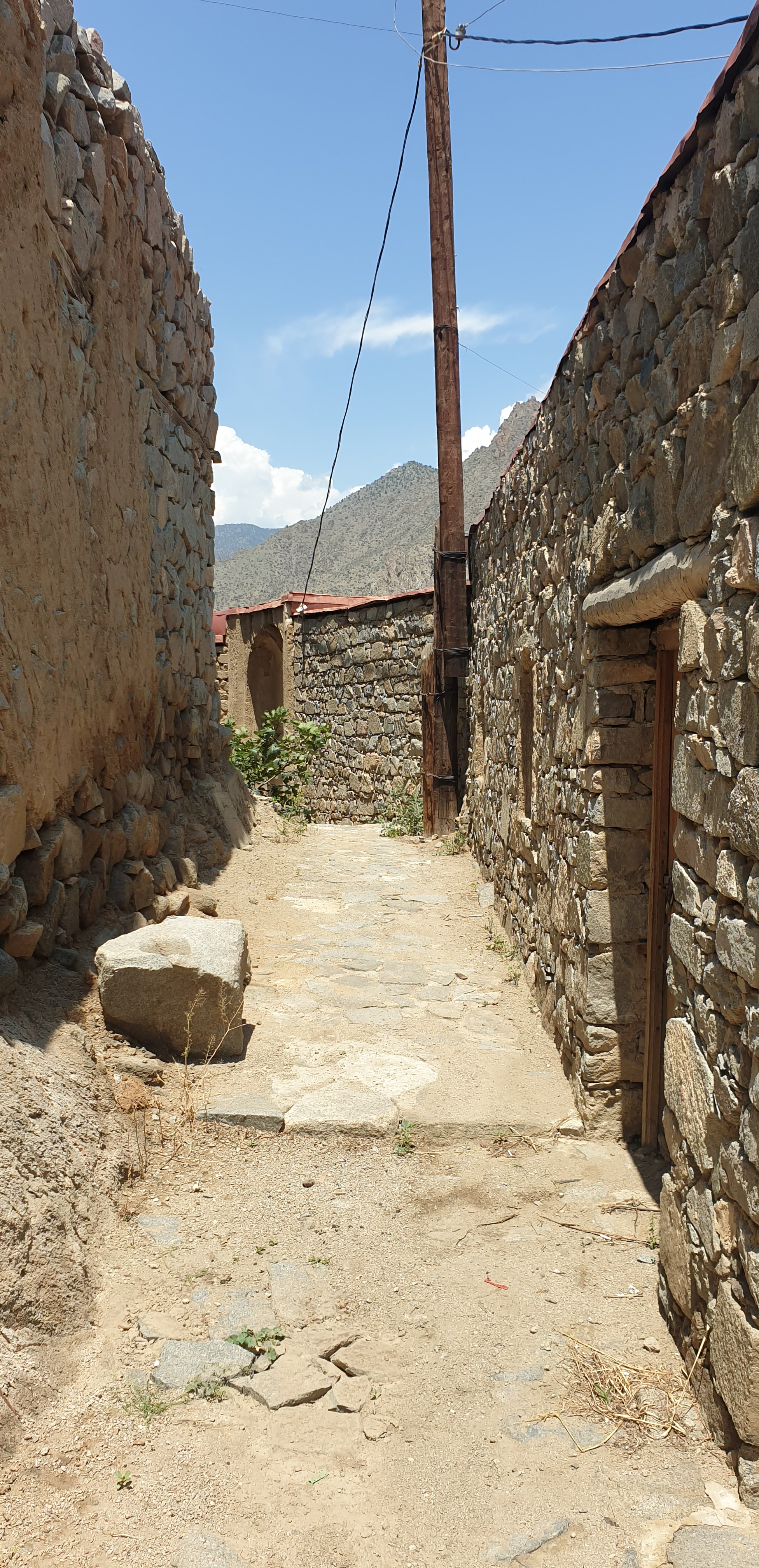
Старинные улочки города
Старинные улочки города
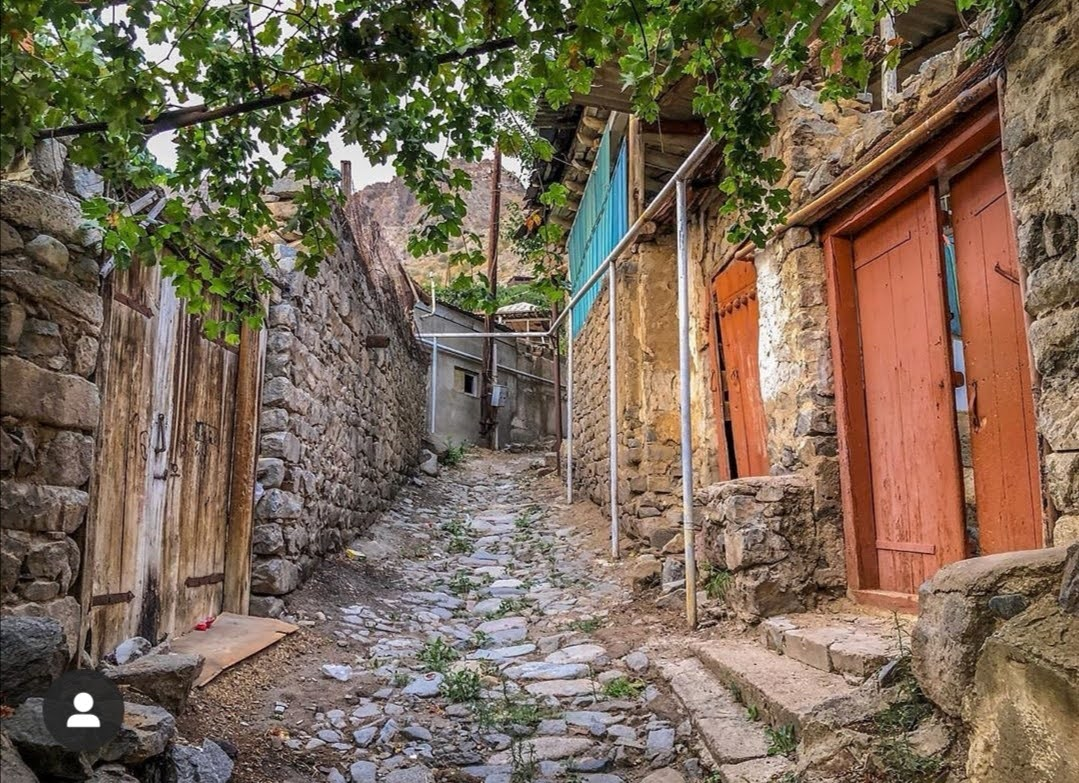
Старинные улочки города
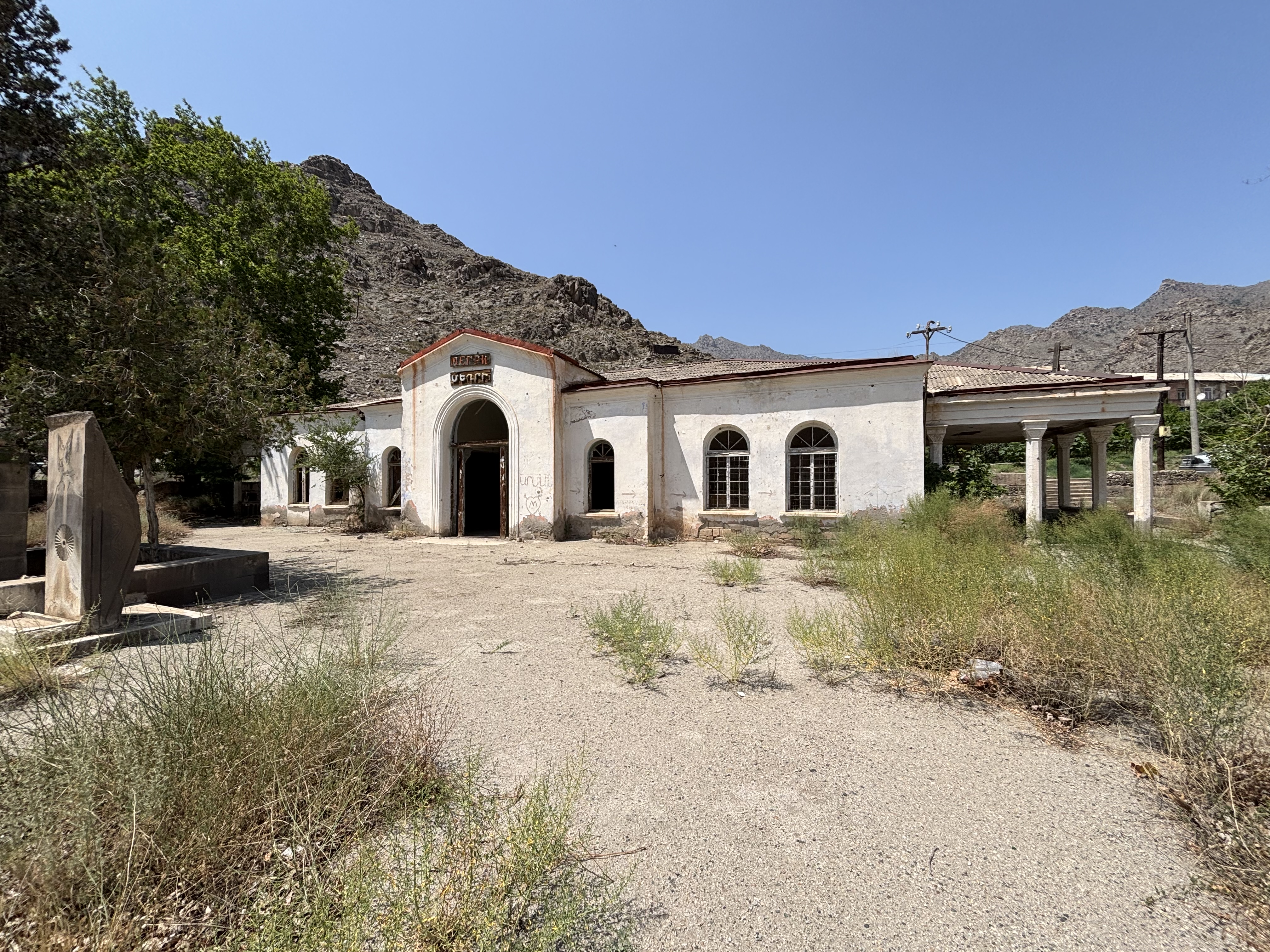
Недействующая железнодорожная станция
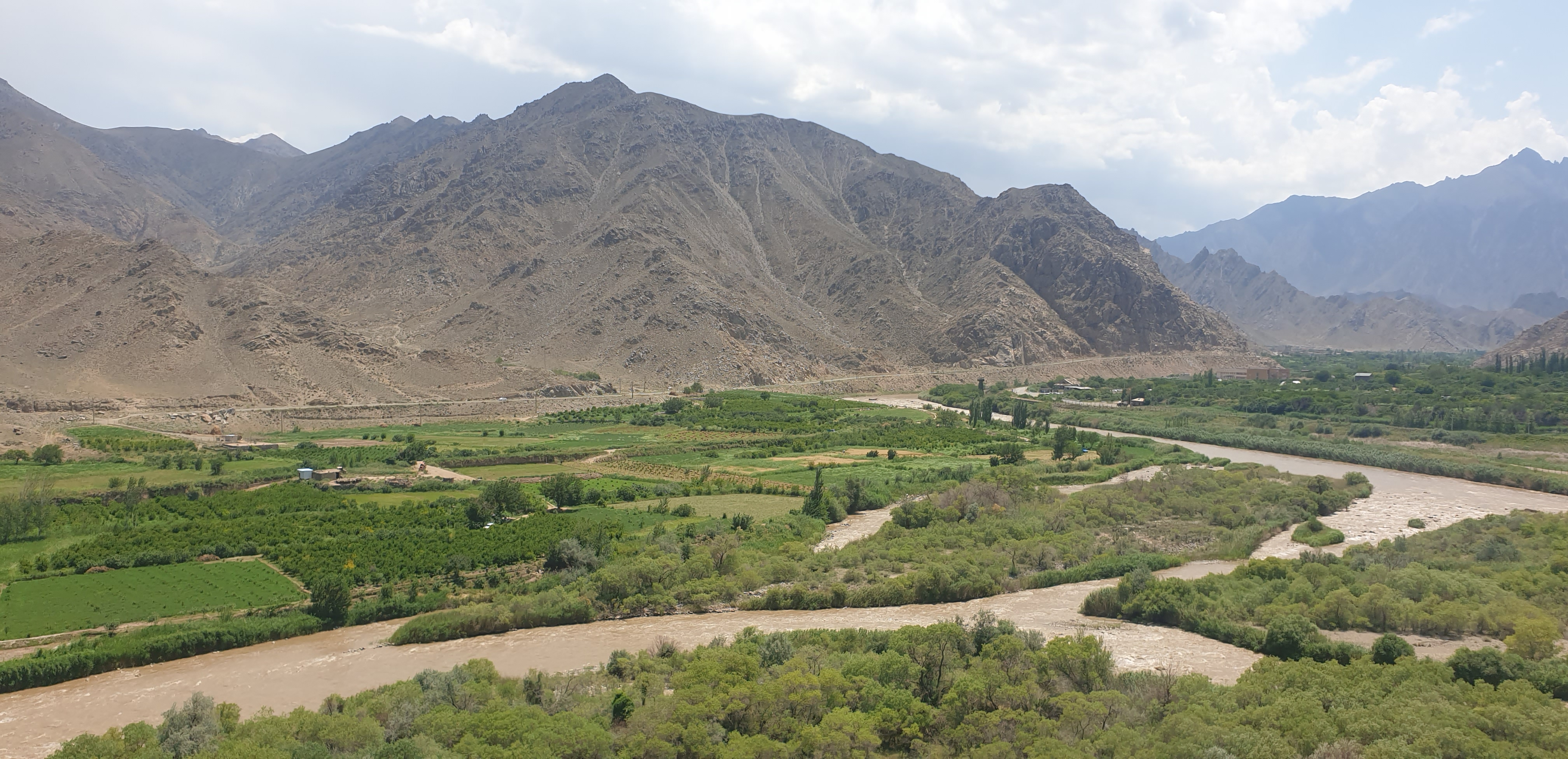
Армяно-Иранская граница, река Аракс